# GT8-100D/2S-M
Der GT8-100D/2S-M ist ein Zweisystem-Stadtbahnfahrzeug, das bei der DUEWAG und Siemens für den Betrieb durch die Albtal-Verkehrs-Gesellschaft (AVG) zum Einsatz im Netz der Stadtbahn Karlsruhe hergestellt wurde. Es ist eine Weiterentwicklung des Typs GT8-100C/2S.

## Aufbau

### Technik
Beim GT8-100D/2S-M handelt es sich um einen dreiteiligen Zweirichtungs-Triebwagen. Er besitzt konventionelle Drehgestelle an den Stirnseiten, während die Fahrzeugteile in der Mitte auf Jakobsdrehgestellen ruhen. Bei den zwei konventionellen Drehgestellen kommen je zwei Drehstrom-Asynchronmotoren mit Einzelachsantrieb und elektronischer Choppersteuerung zum Einsatz. Durch die kleineren Motoren konnte gegenüber den GT8-100C/2S die Bodenhöhe und der Radsatzabstand reduziert werden.
Der GT8-100D/2S-M ist eine Weiterentwicklung des GT8-100C/2S und unterscheidet sich mechanisch in Hinsicht auf Formgebung und Fußbodenhöhe. Bei den älteren GT8-100C/2S übernahm man die kantige Formgebung der GT6-80C und passte diese an die Auslegung als Zweirichtungswagen an. Bei den GT8-100D/2S-M griff man den Trend zu niederflurigen Fahrzeugen auf und senkte den Fahrzeugboden zwischen den Drehgestellen in den Endteilen auf Mittelflurniveau (63 cm) und im Einstiegsbereich auf 55 cm ab, sodass ein stufenloser Einstieg an 55 cm hohen Bahnsteigen möglich ist. Der Einstieg an 76 cm beziehungsweise 38 cm hohen Bahnsteigen wurde dadurch auch erleichtert, da nur noch eine Stufe überwunden werden muss. Die weiterhin hochflurigen Bereiche über den Drehgestellen und im Fahrzeugmittelteil sind über eine Stufe erreichbar. Die mittelflurige Ausführung erforderte eine Änderung der Wagenkästen mit tiefer heruntergezogenen Seitenscheiben. Die Frontpartie wurde überarbeitet und runder gestaltet.
Als Zweisystemwagen verfügt der Triebwagen über die notwendigen technischen Einrichtungen, um sowohl mit 750 V Gleichspannung als auch mit 15 kV 16,7 Hz Wechselspannung verkehren zu können. Diese Einrichtungen sind auf dem Wagendach sowie unter dem Fußboden des Fahrzeug-Mittelteils untergebracht und bestehen wie beim GT8-100C/2S aus einem für beide Systeme geeigneten Einholm-Stromabnehmer, einem Stromsystem-Prüfsystem, einem pneumatischen System-Wahlschalter, einem Transformator sowie einem Gleichrichter mit Glättungsdrossel. Der Übergang zwischen beiden Stromsystemen erfolgt automatisch und läuft für den Fahrgast unbemerkt ab. Eine Rückspeisung durch die Rekuperationsbremse ist nur bei 750 Volt Gleichspannung möglich.

### Zulassung
Die Fahrzeuge sind wie ihre Vorgänger GT8-100C/2S sowohl für den Einsatz nach BOStrab im Straßenbahnnetz der Verkehrsbetriebe Karlsruhe als auch für den Einsatz im Eisenbahnnetz nach EBO ausgelegt. Sie verfügen über Räder mit einem Radreifen-Mischprofil, das sowohl für den Straßenbahn- als auch den Eisenbahnverkehr geeignet ist. Ferner besitzen sie eine Sicherheitsfahrschaltung (SiFa), Punktförmige Zugbeeinflussung für den Einsatz im Eisenbahnnetz und Induktive Weichensteuerung für den Verkehr im Straßenbahnnetz.
Da die Stadtbahnen im Vergleich mit konventionellen Eisenbahnwagen sehr leicht sind und nur über eine reduzierte Längssteifigkeit verfügen (600 kN statt 1500 kN), dürfen sie aus Sicherheitsgründen nur auf EBO-Strecken eingesetzt werden, auf denen eine Höchstgeschwindigkeit bis maximal 160 km/h gilt. Als zusätzliche Absicherungsmaßnahme sind die Enden der Triebwagen auf Höhe der Puffer konventioneller Eisenbahnfahrzeuge zusätzlich verstärkt.
Die schwächere passive Sicherheit wird durch die stärkere aktive Sicherheit (schnellwirkende Bremse) ausgeglichen.

### Lackierung
Die Fahrzeuge wurden mit gelbem Wagenkasten, dunkelgrauem Fensterband und roten Zierlinien am Dachrand und an der Schürze geliefert.
Die Bistro-Triebwagen erhielten stattdessen einen weißen Wagenkasten mit rotem Mittelteil. Wagen 880 wurde auf Initiative der Stadt Heilbronn mit einer von James Rizzi gestalteten Farbgebung in Hellblau versehen.
Einige Fahrzeuge wurden in das aktuelle Farbkonzept der Albtal-Verkehrs-Gesellschaft umlackiert. Das Fahrzeug ist dreifarbig – mit einem Wagenkasten in der Farbe dahliengelb, signalroter Schürze und schwarzem Fensterband – lackiert.

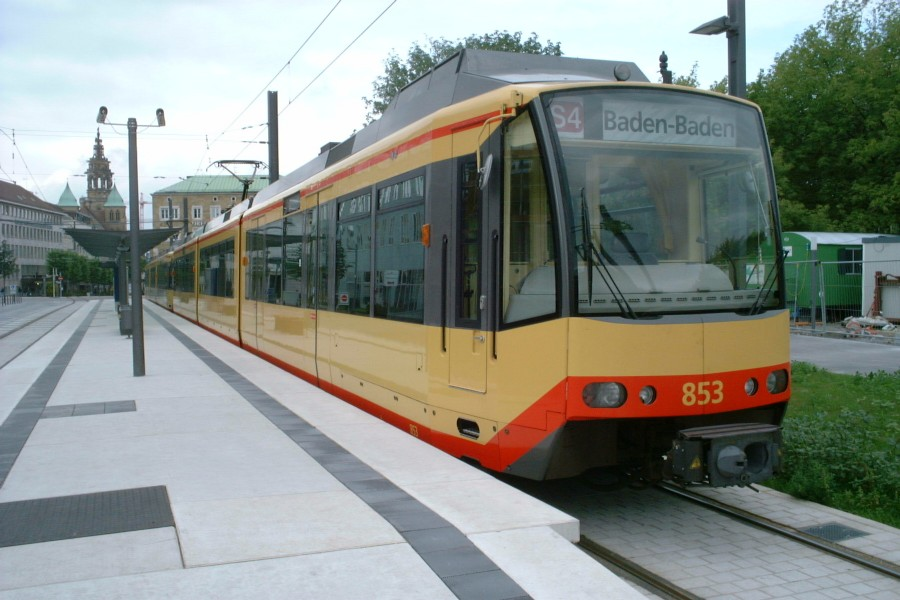
Wagen 853 in der ursprünglichen Lackierung
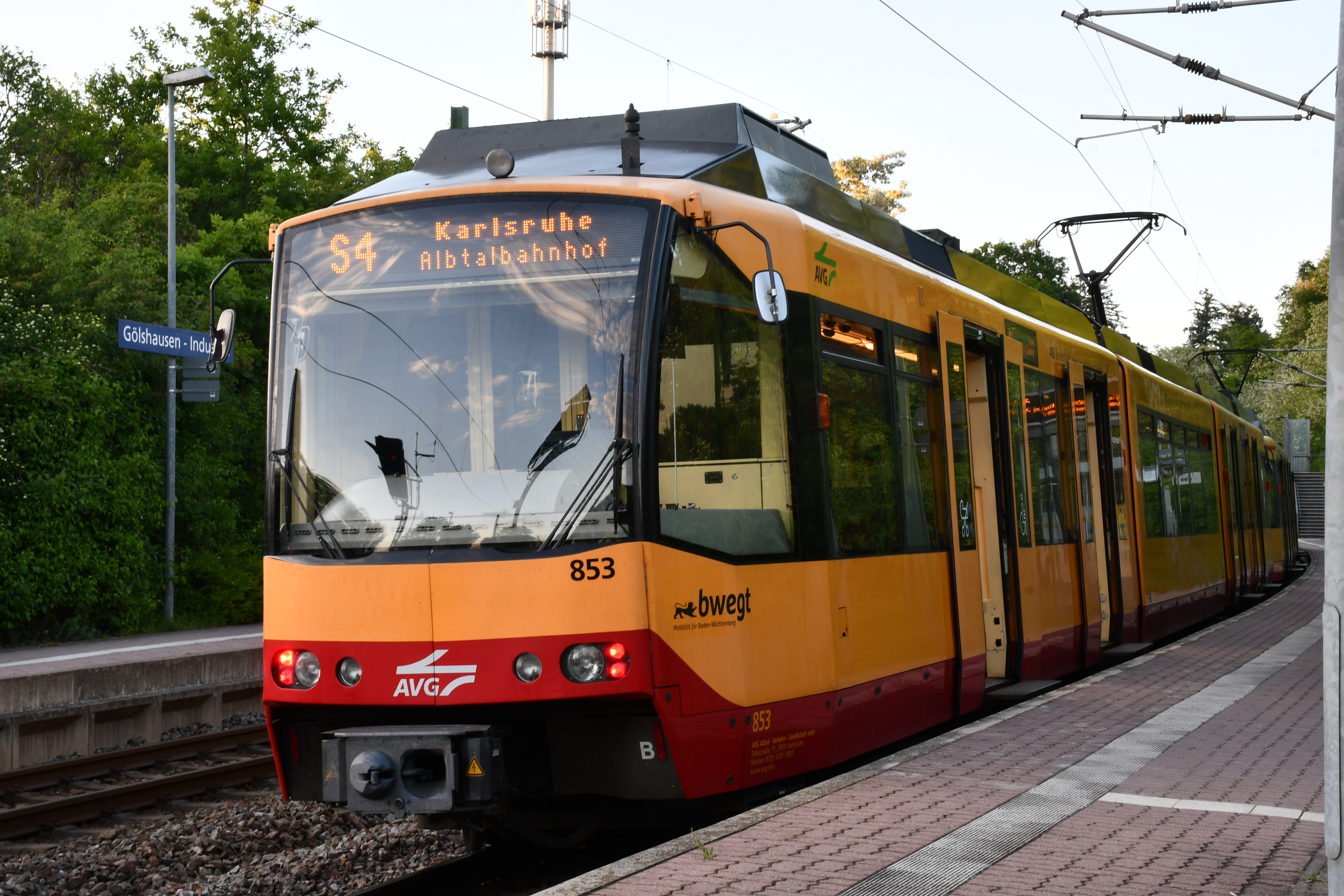
Wagen 853 in der ab 2014 aktuellen Lackierung
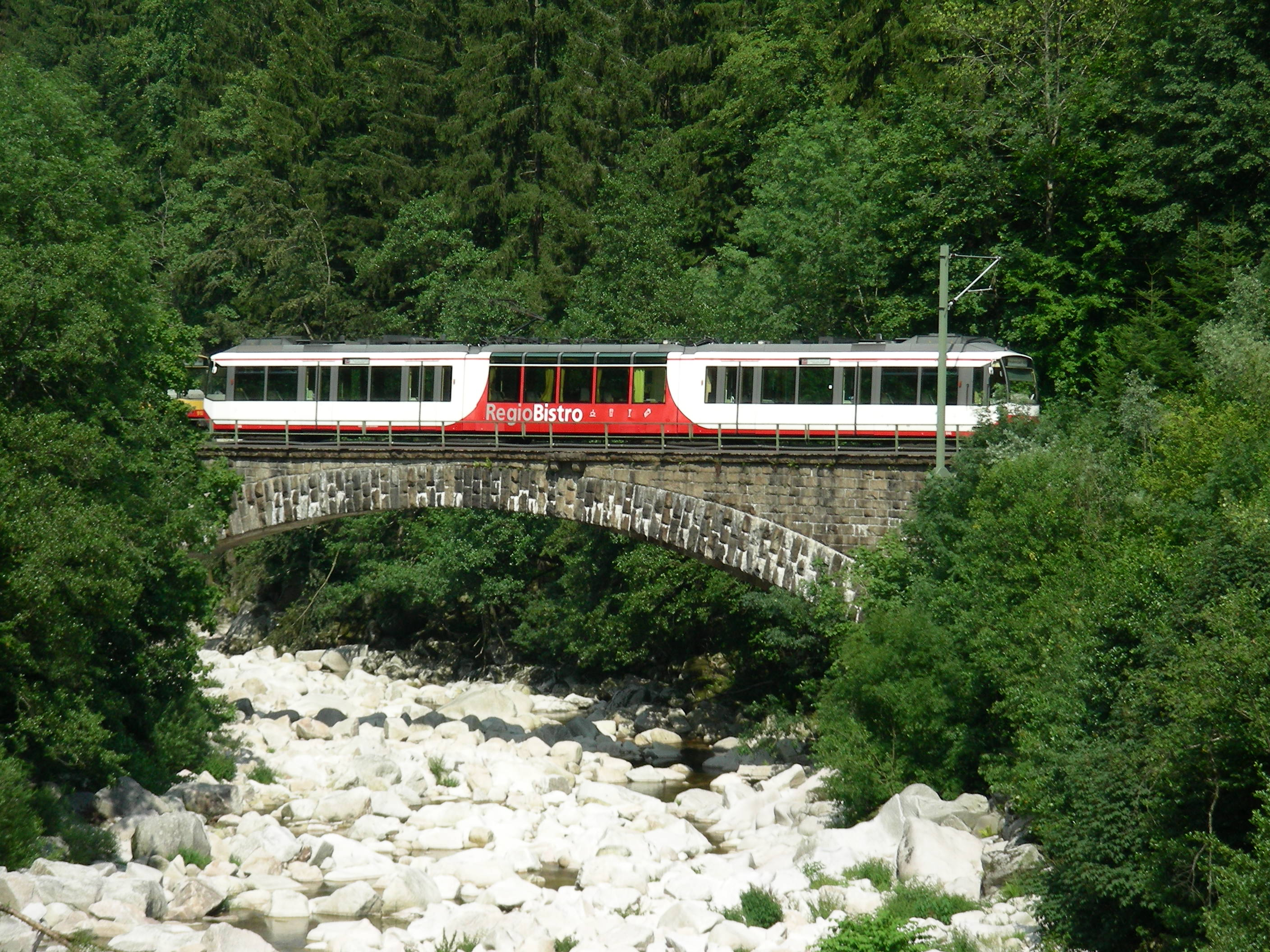
Wagen 846 in der weiß/roten Regio-Bistro-Ausführung bei Raumünzach im Murgtal
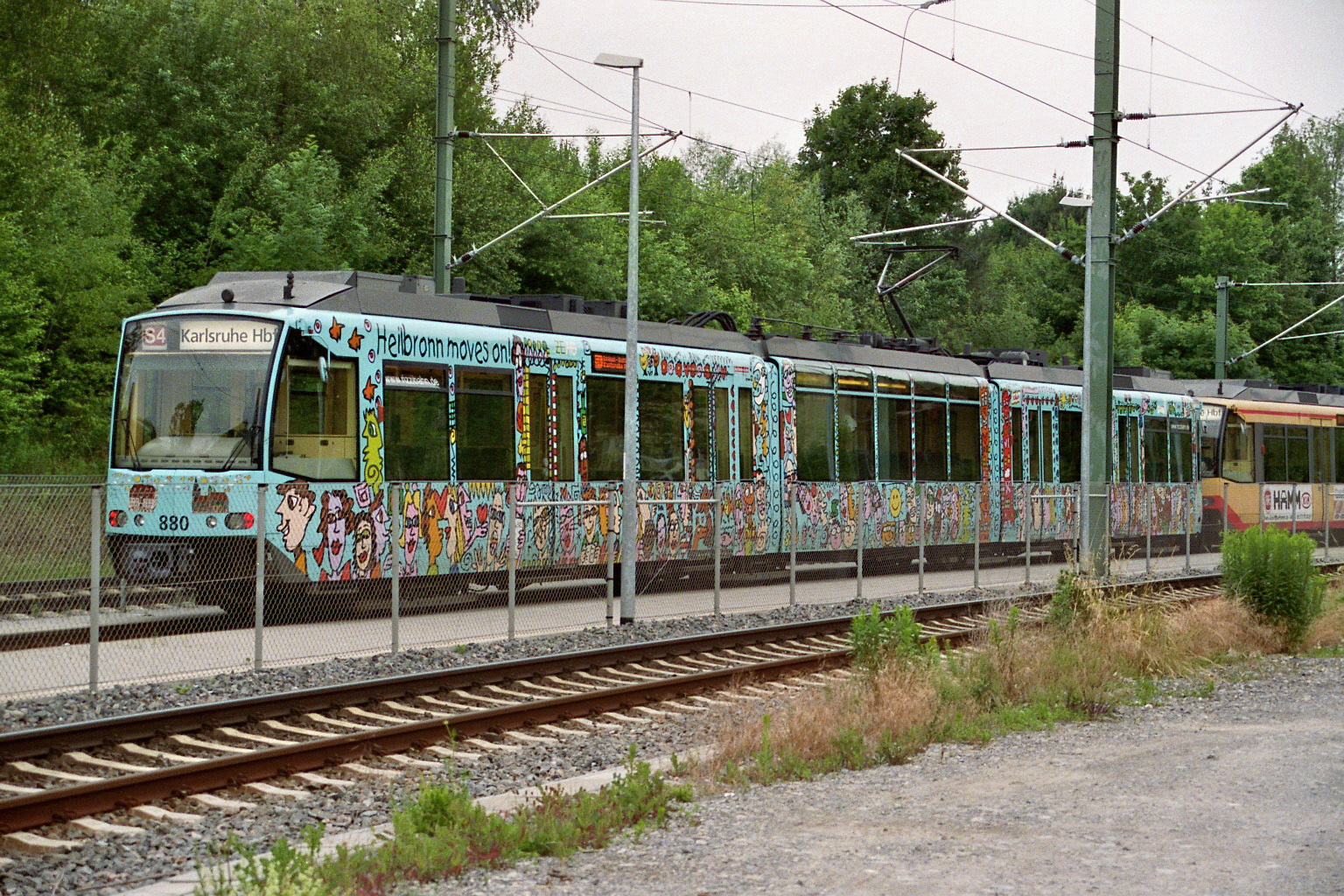
Wagen 880 Rizzi-Bahn in Weinsberg

## Geschichte

### Lieferung
Die Triebwagen kosteten jeweils etwa 2,7 Millionen Euro.
Die Triebwagen 845 bis 848 sowie 868 bis 922 erhielten im Mittelteil eine Dachrandverglasung, die Triebwagen 845 bis 848 zudem eine Bistro-Ausstattung sowie eine Toilette. Bei Triebwagen 845 wurde im Jahr 2009 die Toilette nach einer Entgleisung des Fahrzeugs am 25. Januar 2008 in Baden-Baden ausgebaut. Die Triebwagen 900 bis 922 wurden ebenfalls mit einer Toilette ausgestattet und haben eingeschraubte statt eingeklebte Seitenfenster.
| Wagen   | Baujahre                       | Anzahl | Besonderheiten                                                                    |
| ------- | ------------------------------ | ------ | --------------------------------------------------------------------------------- |
| 837–857 | 1997                           | 21     | 845–848 mit Bistroabteil (bei 845 inzwischen entfernt)                            |
| 858–877 | 1999 (858–869), 2000 (870–877) | 20     | ab 868 Dachrandverglasung                                                         |
| 878–900 | 2002 (878–896), 2003 (897–900) | 23     | Dachrandverglasung                                                                |
| 901–922 | 2004–2005                      | 22     | Dachrandverglasung, Toilette, Seitenmatrix Eingeschraubte Seitenfenster (900–922) |

### Umbauten
- 837–922: Einbau von Fahrscheinautomaten, dadurch ein Sitzplatz weniger
- 837–922: Einbau von Überwachungskameras
- 845: Entfernung des Bistroabteils und Toilette
- 845–848: Weiße Sonderlackierung (RegioBistro); 846 bekam ein neues Lackschema
- 880: Sonderlackierung Blau (Rizzi-Bahn)
- 915: Sonderlackierung Grün (25 Jahre Stadtbahn Bretten)
- Einbau LED-Matrixanzeigen an den Stirnseiten und den Wagenkastenseiten (Seit 2014)
- 837, 846, 856, 862, 865, 866, 875, 877, 882, 888, 894, 895, 898, 904, 908 bekamen das neue Lackschema (Stand: 19. Juni 2014)
- 845, 846 (Bistro), 875, 884, 888, 892, 911: Entfernung der Dachrandfenster
- Sitze entsprechend der Brandschutzvorschrift DIN EN 45545-2 in neuem, roten Farbschema

Für die Nutzung des neuen Innenstadttunnels in Karlsruhe (Kombilösung) müssen die Fahrzeuge zur Einhaltung der Vorschriften für derartige Tunnel umgebaut werden. Hierzu müssen unter anderem Materialien einer anderen Brandschutzklasse verwendet werden. Bei der Gelegenheit wird die optische Gestaltung des Innenraums an das aktuelle Farbschema angepasst. Außerdem müssen eine Brandmeldeanlage, Fahrgastnotsprechstellen und eine Notbremsüberbrückung eingebaut werden. Der Umbau kostet pro Triebzug etwa 140.000 €.

### Einsatz
Die Fahrzeuge verkehren als Solowagen, in Doppeltraktion sowie auf einigen EBO-Streckenabschnitten auch in Dreifachtraktion im Mischbetrieb mit den GT8-100C/2S. Es gibt keine feste Zuordnung der Wagen auf einzelne Stadtbahnlinien. Auf der Linie S41 der Stadtbahn Heilbronn werden sie planmäßig nicht eingesetzt. Sie werden in den Betriebshöfen der VBK und AVG sowie in der gemeinsamen Hauptwerkstatt am Karlsruher Rheinhafen gewartet.
Im Jahr 2004 befuhren einige Wagen des Typs GT8-100D/2S-M in Doppeltraktionen die Stadtbahnlinie MainLinie im Rhein-Main-Gebiet zwischen Hanau Hbf, Frankfurt (Main) Flughafen Regionalbahnhof und Rüsselsheim Opelwerke im Auftrag der Hanauer Straßenbahn. Diese Züge verkehrten planmäßig mit bewirtschaftetem RegioBistro.